# Lewis Capaldi
Lewis Capaldi (ur. 7 października 1996 w Glasgow) – szkocki piosenkarz i autor tekstów.
W październiku 2017 roku Capaldi wypuścił na rynek swój debiutancki minialbum Bloom, zawierający utwory „Bruises”, „Lost On You”, czy „Fade”.
W listopadzie 2018 r. swoją premierę miała EP-ka Breach. Pochodzący z niej singel „Someone You Loved” osiągnął sukces komercyjny docierając na szczyt listy UK Singles Chart, gdzie pozostał tam przez siedem tygodni oraz prestiżowego notowania Billboard Hot 100. To nagranie było również nominowane w kategorii „Piosenka roku” podczas 62. ceremonii wręczenia nagród Grammy. W Polsce „Someone You Loved” uzyskało certyfikat diamentowej płyty.
17 maja 2019 miał premierę debiutancki album studyjny Capaldiego, Divinely Uninspired to a Hellish Extent. Osiągnął pierwsze miejsce najlepiej sprzedających się płyt w Wielkiej Brytanii. W Polsce w sierpniu 2024 nagrania uzyskały certyfikat trzykrotnie platynowej płyty.